# Davide Pagliarani
Davide Pagliarani (Rimini, 25 ottobre 1970) è un presbitero italiano, dall'11 luglio 2018 superiore generale della Fraternità sacerdotale San Pio X.
È il primo italiano a ricoprire tale incarico.

## Biografia
Don Davide Pagliarani è nato a Rimini il 25 ottobre 1970.
Nel 1989 è entrato nel seminario di Flavigny. Al termine degli studi ha fatto il servizio militare.
Nel 1996 è stato ordinato presbitero per la Fraternità sacerdotale San Pio X da monsignor Bernard Fellay. In seguito ha svolto il suo ministero nel priorato di Rimini per sette anni e quindi a Singapore per tre anni. Fu poi superiore del distretto d'Italia dal 2006 al 2012 e rettore del seminario "Nostra Signora Corredentrice" di La Reja dal 2012. In seminario era inoltre docente di atti del magistero e Sacra Scrittura II.
L'11 luglio 2018 i 41 padri capitolari riuniti nel IV capitolo generale della Fraternità, svoltosi presso il Seminario "San Pio X" di Ecône fino al 21 luglio, lo hanno eletto superiore generale per un mandato di dodici anni. Per essere eletto era necessario ottenere due terzi delle preferenze. Appena accettata l'elezione, ha pronunciato la professione di fede e il giuramento antimodernista. In seguito ciascun membro del capitolo gli ha promesso rispetto e obbedienza.
Il 12 luglio il capitolo ha eletto i due nuovi assistenti del superiore: monsignor Alfonso de Galarreta e don Chistian Bouchacourt. Pochi giorni dopo monsignor Bernard Fellay e don Franz Schmidberger, più favorevoli alla piena comunione con Roma, sono stati nominati consiglieri.

## Rapporti con la Sede Apostolica
Don Pagliarani è noto per essere critico nei confronti del pontificato di papa Francesco. Prima ancora dell'elezione a superiore generale, si era espresso negativamente sull'esortazione apostolica Amoris laetitia. Poco prima del Sinodo sull'Amazzonia del 2019, istituì una giornata di preghiera e di riparazione per un evento che definì «demoniaco» e «idolatra» in quanto vi si esprimevano idee concordate con la spiritualità pagana dei popoli amazzonici. Nell'ottobre 2020, criticò l'enciclica Laudato si per la riduzione della santità cristiana all'ambientalismo e all'ecumenismo. Ha espresso dissenso sul Documento sulla Fratellanza Umana di Abu Dhabi, ripreso dall'enciclica Fratelli tutti, in quanto a suo parere in contrasto con i principi della fede cattolica.
Due giorni dopo la promulgazione del motu proprio Traditionis custodes, nella quale papa Francesco pone limitazioni alla celebrazione della messa tridentina, don Pagliarani ha pronunciato un'omelia nella quale criticava l'ermeneutica della continuità, cioè il tentativo di papa Benedetto XVI di conciliare il pensiero cattolico pre e post conciliare, fondamento sul quale il papa stesso aveva concesso la piena libertà a tutti i sacerdoti di celebrare secondo il vecchio rito; don Pagliarani sosteneva infatti che tale Messa non fosse un privilegio di pochi, bensì l'unica attualizzazione possibile della Redenzione di Cristo, da concedersi a tutti e senza condizioni.